# Сім сестер (нафтові компанії)
Сім сестер — термін, запроваджений в 1950-х роках Енріко Маттеї, тодішнім главою італійської державної нафтової компанії Eni, щодо семи нафтових компаній, які домінували у світовій нафтовій промисловості з середини 1940-х до 1970-х років. До складу групи входили: British Petroleum, Exxon, Gulf Oil, Mobil, Royal Dutch Shell, Chevron і Texaco.
У 1973 році члени картелю «Семи сестер» контролювали 85 % світових запасів нафти, але в останні десятиліття домінування цих компаній і їх наступників зменшилася через зростаючий вплив іншого картелю — ОПЕК, а також державних нафтових компаній в країнах з економікою, що розвивається.